# Chand Ram
Chand Ram (né le 26 janvier 1958) est un athlète indien, spécialiste de la marche athlétique.

## Biographie
Il remporte la médaille d'or du 20 km marche lors des championnats d'Asie 1981 et championnats d'Asie 1983, et s'impose par ailleurs lors des Jeux asiatiques de 1982.

### Palmarès
| Date | Compétition         | Lieu      | Résultat | Épreuve      | Performance     |
| ---- | ------------------- | --------- | -------- | ------------ | --------------- |
| 1981 | Championnats d'Asie | Tokyo     | 1er      | 20 km marche | 1 h 34 min 8 s  |
| 1982 | Jeux asiatiques     | New Delhi | 1er      | 20 km marche | 1 h 29 min 29 s |
| 1983 | Championnats d'Asie | Koweït    | 1er      | 20 km marche | 1 h 30 min 14 s |
| 1985 | Championnats d'Asie | Djakarta  | 2e       | 20 km marche | 1 h 27 min 20 s |
| 1986 | Jeux asiatiques     | Séoul     | 3e       | 20 km marche | 1 h 28 min 3 s  |

### Records
| Épreuve      | Performance     | Lieu      | Date             |
| ------------ | --------------- | --------- | ---------------- |
| 20 km marche | 1 h 29 min 29 s | New Delhi | 25 novembre 1982 |